# Scorpio (cantant)
Clara Sánchez (Barcelona, 31 d'octubre de 2002) més coneguda com a Scorpio, és una cantant, compositora i ballarina catalana. Es va fer popular arran de la seva participació al concurs Eufòria de la cadena de televisió pública catalana TV3. Un dels personatges inoblidables de la primera edició del reeixit talent show, gràcies al seu talent i a la seva personalitat arrasadora. Estil, versatilitat, potència, espectacle i actitud defineixen aquesta intèrpret del barri del Poblenou de Barcelona. S’ha convertit en una autèntica artista 360 amb una formació que va des del cant i el teatre musical fins a la dansa.
L'Scorpio es defineix com a 'trappy'. Les seves influències són la música urbana amb diferents gèneres com el R&B i amb referents icòniques com la Beyoncé o la Rihanna. "M’han marcat moltíssimes artistes. Òbviament, la Beyoncé la que més. Però també Rihanna, Amy Winehouse, Jorja Smith, Jessie Reyez, Billie Eilish… És una llista infinita de dones empoderades que m’han ajudat a descobrir el meu jo artístic".
Poc després del seu pas per Eufòria i d'actuar als dos concerts que es van fer al Palau Sant Jordi, l'Scorpio va formar part de l'espectacle 'Cruz de navajas. El Musical' que repassa la discografia del grup Mecano. Es va programar al recinte La Cúpula de les Arenes de Barcelona.
Tot i que ja havia tret alguns temes i vídeos a les xarxes, el seu primer treball discogràfic (Antares, produït per Delirics), es va publicar l'any 2023. El primer senzill porta per títol 'Deja Vu' i va sortir a finals de 2022. Sobre la seva feina de compositora i intèrpret l'Scorpio diu "quan em poso a escriure soc una persona supesincera. Si et talles les ales, la música deixa de tenir sentit. És bonic veure l'artista en totes les seves facetes: en la ràbia, en l'amor, en el desamor, en la vulnerabilitat màxima... Crec que mostrant-te tal com ets, és quan la gent connecta més amb el que proposes. El que vull aconseguir és ajudar a la gent amb la meva música, perquè jo és on m'he refugiat moltíssimes vegades al llarg de la meva vida quan he estat malament o quan he estat bé. Vull tornar a la música el que m'ha donat a mi, sent la meva felicitat o el meu refugi. Sento que li dec això a la música."
Després d'Antares, ha publicat temes com 'M'enxinxo', on explora un territori musical totalment nou, barrejant electrònica i house amb els sons de la música urbana i el funk carioca. La lletra de la cançó parla d'aquell moment de trobar la connexió especial amb algú altre en un ambient festiu. L'any 2024 ha publicat cançons com 'Xao xao' i 'Caigut del cel'. Aquest darrer tema, col·laborant amb el cantant Lluc.

## Discografia
- Antares (Delirics, 2023) és el seu primer treball discogràfic,[5] impregnat de música urbana, però també de pop. “He viscut una muntanya russa no només pel que fa a la fama, sinó des del meu jo i en l'amor, que són les tres columnes de l'àlbum”. A partir d'aquests pilars, sorgeixen 11 cançons que conformen l'àlbum Antares, on el canvi és l'únic constant, tal com ho ha sigut per a ella aquest últim any, per això es troben cançons de tot tipus i sentiments molt variats, encara que sempre amb un clar fil conductor: acceptar i créixer. "Per a mi la música és una mena de diari personal. És una experiència terapèutica. Escric per entendre el que sento. Quan poso paraules a les meves emocions, entenc moltes coses de les que em passen. I, òbviament, en el disc hi ha temes que parlen del programa (Eufòria), de la mateixa manera que hi ha cançons súper personals, que parlen del meu jo sentimental".[6] Scorpio va voler estar present en tot el procés del disc. “Tu has de tenir clar el teu projecte i has d'estar en tot”,[7] a més de compondre i crear les cançons, ja sigui el pressupost, els videoclips, l'estilisme o el maquillatge". L'àlbum inclou hits com 'Deja Vu' o 'Nenes Presumides', que han superat les 600.000 reproduccions digitals i ressona a les ràdios musicals de tota Catalunya. També hi ha temes tan emotius com ‘Sayonara’, on l'artista del Poblenou deixa entreveure la seva part més sensible. En el camp de la producció, aquest treball ha comptat amb el baixista i productor de Sexenni, Pep Saula i Jan Aygua. Scorpio va presentar el seu àlbum debut al festival Strenes Urbana el 13 de maig de 2023 a l'Antiga Fàbrica d'Estrella Damm.